# Oxford Instruments
Oxford Instruments plc er en britisk producent af teknologi og systemer til industri og forskning. De har hovedkvarter i Abingdon-on-Thames i England.
Virksomheden blev etableret af Sir Martin Wood i 1959.